# Roman Košelev
Roman Košelev (in russo Роман Кошелев?; traslitterazione anglosassone Roman Koshelev; 26 gennaio 1991) è un bobbista russo.

## Biografia
Compete dal 2014 come frenatore per la squadra nazionale russa. Debuttò in Coppa Europa a novembre 2014 ed esordì in Coppa del Mondo alla terza gara della stagione 2014/15, l'11 gennaio 2015 ad Altenberg, dove si piazzò tredicesimo nel bob a quattro pilotato da Aleksej Stul'nev; conquistò il suo primo podio il 29 gennaio 2017 a Schönau am Königssee, dove fu terzo con Stul'nev, Il'vir Chuzin e Maksim Belugin.

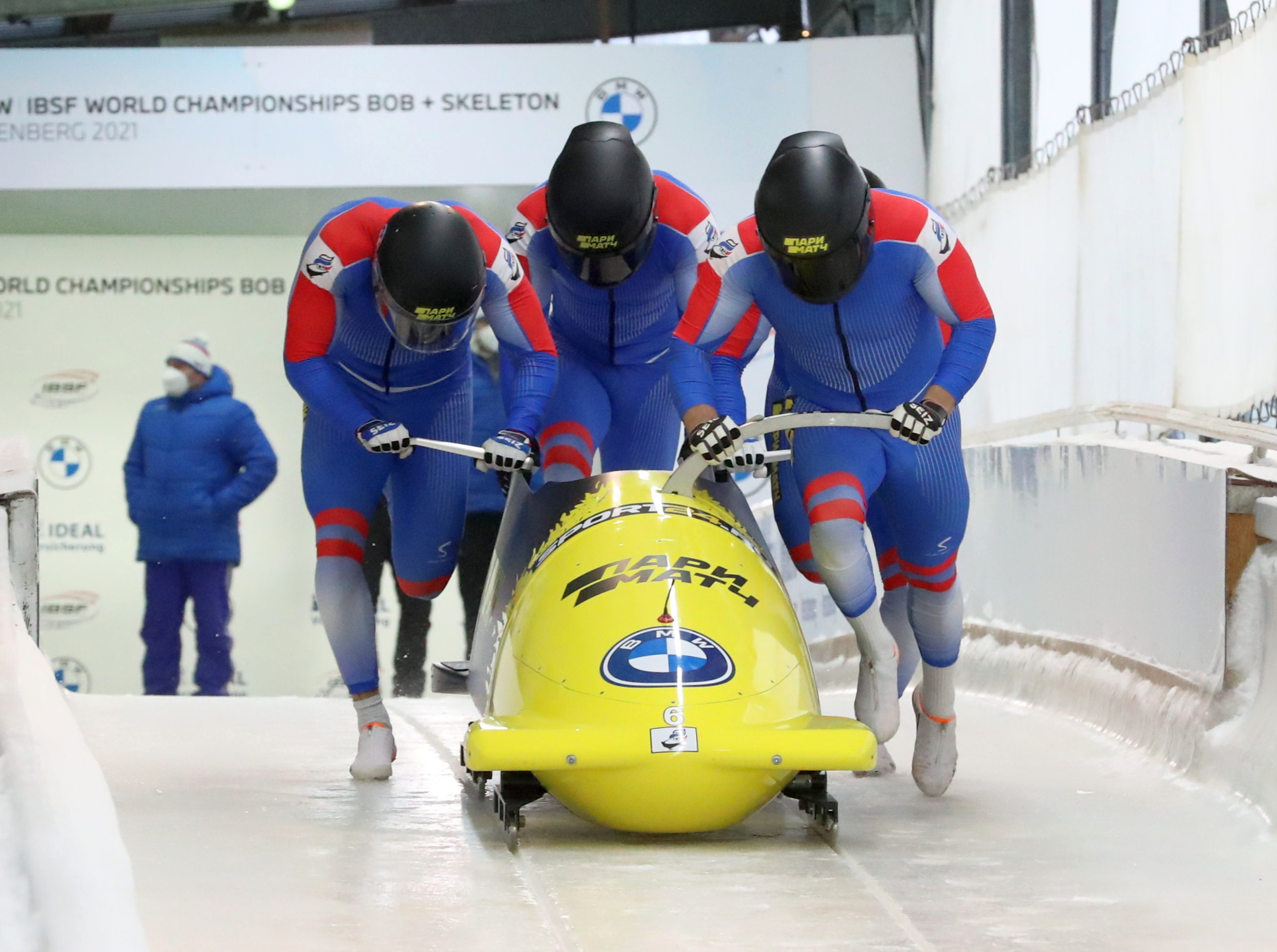
Košelev (al centro, dietro) in gara nel bob a quattro ai campionati mondiali di Altenberg 2021

Prese parte a cinque edizioni dei campionati mondiali; nel dettaglio i suoi risultati nelle prove iridate sono stati, nel bob a due: diciannovesimo ad Whistler 2019; nel bob a quattro: nono a Innsbruck 2016, dodicesimo a Schönau am Königssee 2017, dodicesimo ad Whistler 2019, dodicesimo ad Altenberg 2020 e undicesimo ad Altenberg 2021.
Alle rassegne continentali ha invece gareggiato esclusivamente nel bob a quattro, ottenendo quale miglior piazzamento il quarto posto, raggiunto nella rassegna di Winterberg 2020 e sempre con Stul'nev alla guida.

## Palmarès

### Coppa del Mondo
- 1 podio (nel bob a quattro):
  - 1 terzo posto.

### Circuiti minori

#### Coppa Europa
- 2 podi (nel bob a due):
  - 1 secondo posto;
  - 1 terzo posto.